# Ишмуратов, Айрат Рафаилович
Айрат Рафаилович Ишмуратов (тат. Айрат Рафаил улы Ишмурат, англ. Airat Ichmouratov; род. 28 июня 1973, Казань) — канадско-российский композитор, дирижёр и кларнетист, с 1998 года живёт в Канаде.

## Биография

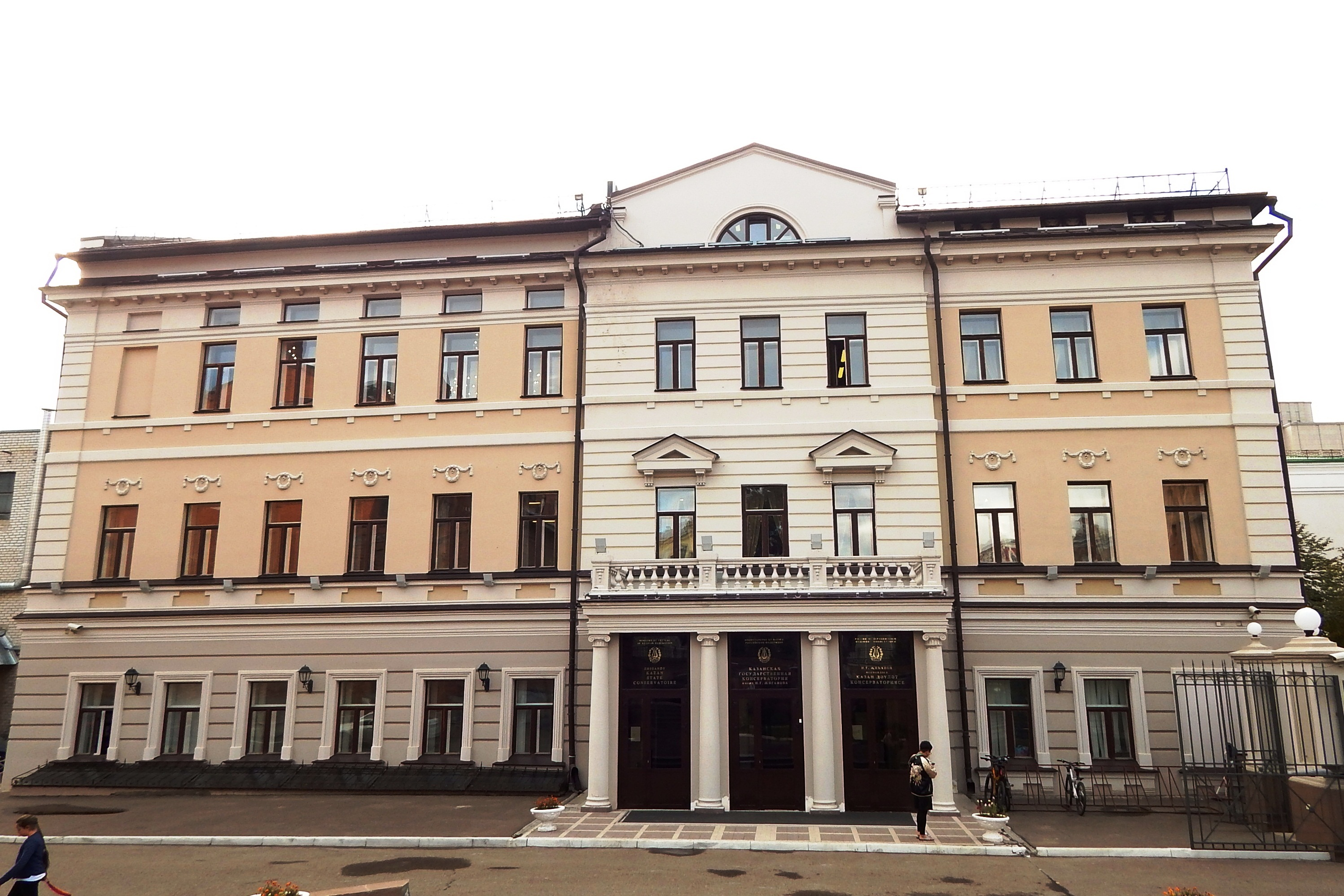
Здание Казанской Государственной Консерватории имени Н. Жиганова, которую Ишмуратов окончил в 1996 году.

Айрат Ишмуратов родился 28 июня 1973 года в городе Казань, столице Республики Татарстан. Отец — Рафаил Ризаевич Ишмуратов, мать — Разима Ахматгалиевна Ишмуратова (урождённая Гатина). Айрат Ишмуратов является представителем татарской театральной династии, его дед — Риза Фахрутдинович Ишмурат (Ишмуратов), драматург, общественный деятель, публицист и режиссёр, заслуженный деятель искусств РСФСР, бабушка — Рашида Абдуллазяновна Зиганшина, актриса татарского театра, общественный деятель, драматург, народная артистка Республики Татарстан и Российской Федерации.

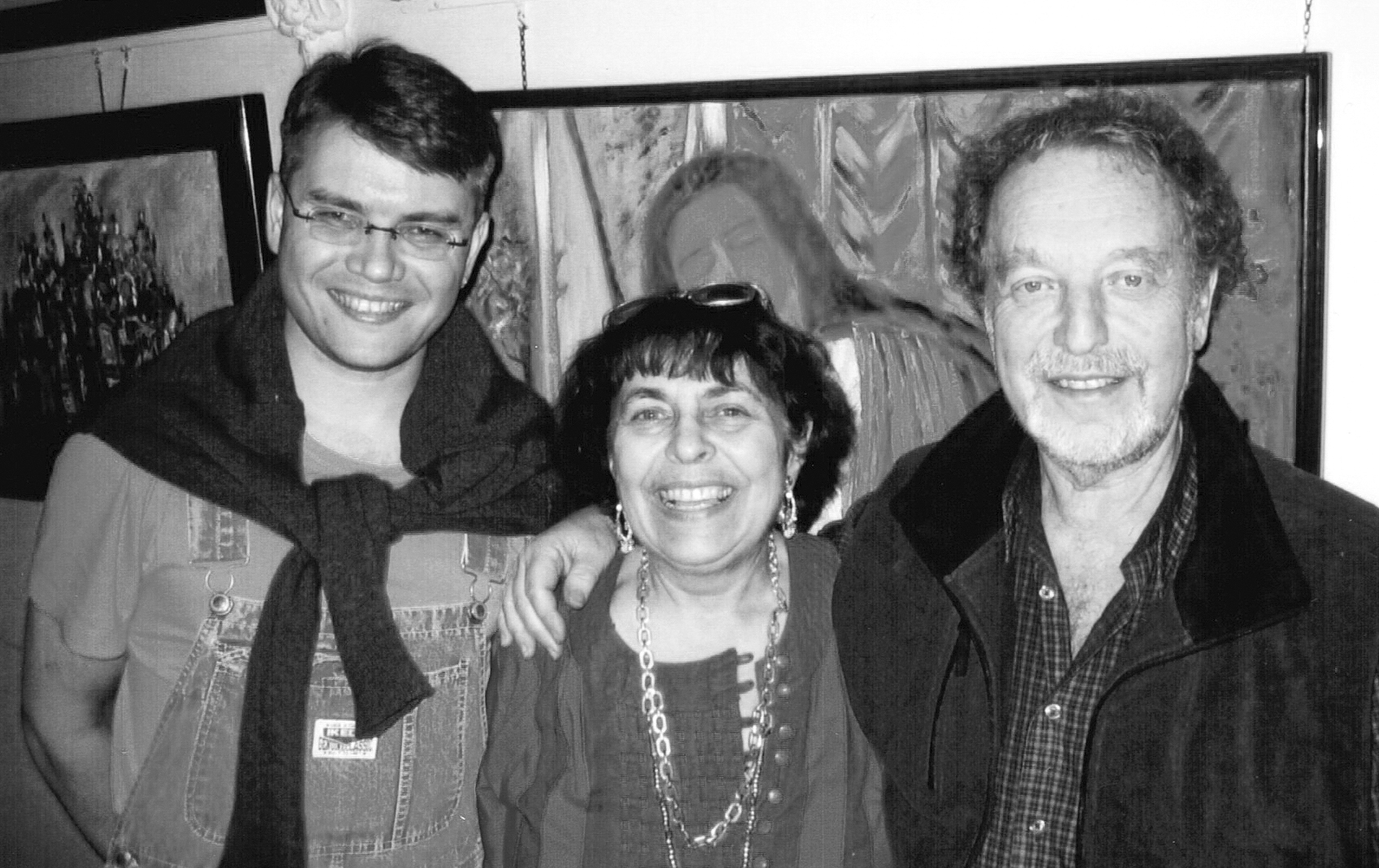
Композитор Айрат Ишмуратов с канадским виолончелистом и дирижером Юлием Туровским и его женой, скрипачкой Элеонорой Туровской, лето 2001 г.

Ишмуратов вырос в Казани, где в 7-летнем возрасте начал своё музыкальное образование в детской музыкальной школе № 3 имени Рустема Яхина. Сначала он начал учиться игре на блокфлейте, а к 10 годам стал осваивать кларнет. Его первым учителем был Ильдус Гиниятович Алмазов, заслуженный деятель искусств Республики Татарстан. Ишмуратов продолжил образование в Казанском музыкальном училище имени И. В. Аухадеева и в Казанской государственной консерватории имени Н. Жиганова, где учился у народного артиста Республики Татарстан, Гильфанова  Альберта Гилемхановича. С 1993 года работал в составе Государственного симфонического оркестра республики Татарстан и в оркестре Татарского академического государственного театра оперы и балета имени Мусы Джалиля.
Летом 1997 года Ишмуратов приезжает в Канаду для участия в Мастер классах в Орфордском центре искусств, где знакомится с известным канадским виолончелистом советского происхождения, дирижёром и педагогом Юлием Туровским, которого Ишмуратов считал своим наставником и с которым тесно сотрудничал до самой смерти Туровского в 2013 году. По собственному признанию Ишмуратова, Юлий Туровский оказал большое влияние на формирование его личности как музыканта-исполнителя и индивида. В 2007 году Туровский заказывает, исполняет и записывает произведение Ишмуратова «Фантастические танцы» для кларнета, виолончели и фортепиано со струнным оркестром и ударными, которое становится важной вехой в развитии карьеры молодого композитора.

## Творчество
В 1998 году Ишмуратов переехал в Монреаль (Канада) на постоянное место жительство, где получил степень Магистра в Монреальском университете по классу кларнета у Андре Муазана. В 2000 году вместе со своими коллегами Луо Ди (виолончель) и Евгенией Киржнер (фортепиано) основал Muczynski Trio, которое выиграло 1 премию и высшую награду на национальном музыкальном фестивале Канады (2002) и первую премию на восьмом международном конкурсе камерной музыки в Кракове (Польша 2004). По прибытии в Канаду, испытывая, как и многие новоприбывшие эмигранты, финансовые трудности, Ишмуратов был вынужден играть на улицах и на станциях метро в течение первых четырёх лет. Ишмуратов упоминал о приобретенных у уличных музыкантов ценных навыков, в том числе импровизации, джаза, клезмера и фольклорной музыки народов мира. Со его слов, этот опыт, необходимый для исполнения всего того, что было востребовано на улицах, значительно улучшил, обогатил и укрепил его самооценку, а также сыграл важную роль на его пути к становлению дирижером. Ишмуратов заявлял, что стал композитором почти случайно. В 2000 году он начал обучение дирижёрскому искусству в Монреальском университете. Во время своего обучения он записался на курс оркестровки у композитора Алана Белкина (с которым в 2017 году изучал композицию), На этом курсе студентам было предложено сочинить и оркестровать короткую мелодию тремя различными способами. Он сразу же очень увлёкся этим упражнением. Первоначально сочинив восемь тактов, он обнаружил, что просто не может остановиться. Работая над этим упражнением он в итоге создал своё первое произведение — 45-минутный струнный квартет. Начав свой путь в Канаде уличным музыкантом, Айрат Ишмуратов сегодня выступает в качестве дирижёра оркестра, клезмерского кларнетиста и композитора-классика, написав значительное количество произведений.

### Дирижёр
В 2005 году Ишмуратов получил докторскую степень в Монреальском университете на кафедре оперно-симфонического дирижирования. В 2007 году стал ассистентом канадского дирижёра Бернара Лабади, одного из наиболее признанных исполнителей музыки эпохи барокко, в его камерном оркестре «Скрипки короля» (Les Violons du Roy). Концерт Les Violons du Roy 5 декабря 2008 года под руководством Ишмуратова, который также представил мировую премьеру его собственного Концерта для виолончели, получил приз «Опус» в номинации «лучший концерт года». В 2009 году Ишмуратов получил должность дирижёра в Квебекском симфоническом оркестре, где он стал ассистентом израильского дирижёра и композитора Иоава Талми. В 2011 году Ишмуратов экстренно заменил за дирижёрским пультом заболевшего Юлия Туровского на гастролях камерного оркестра I Musici de Montréal в США, Бразилии и Перу. С октября 2011 года начал сотрудничество с Татарским академическим государственным театром оперы и балета имени Мусы Джалиля, где в феврале 2013 года дебютировал с оперой Пуччини «Турандот» на международном оперном фестивале имени Ф. И. Шаляпина и в марте 2013 дирижировал оперу Верди «Риголетто» на гастролях театра в Нидерландах. С 2012 года по приглашению Яника Незе-Сеген неоднократно дирижировал Столичным оркестром Большого Монреаля. В 2018—2021 годах получил позицию композитора и дирижёра в резиденции Лонгёйского Симфонического оркестра. Айрат Ишмуратов выступал в качестве приглашенного дирижера с многочисленными оркестрами по всему миру, включая Государственный симфонический оркестр города Измира (Турция), Симфонический оркестр города Блумфонтейн (Южная Африка), Государственный симфонический оркестр Республики Татарстан (Россия), Оркестр Национального центра искусств, Столичный оркестр Большого Монреаля и Les Grand Ballets Canadiens (Канада). В апреле 2022 года Ишмуратов дирижировал Лондонским симфоническим оркестром во время записи собственных концертов для фортепиано и альта на Chandos Records.

### Клезтори

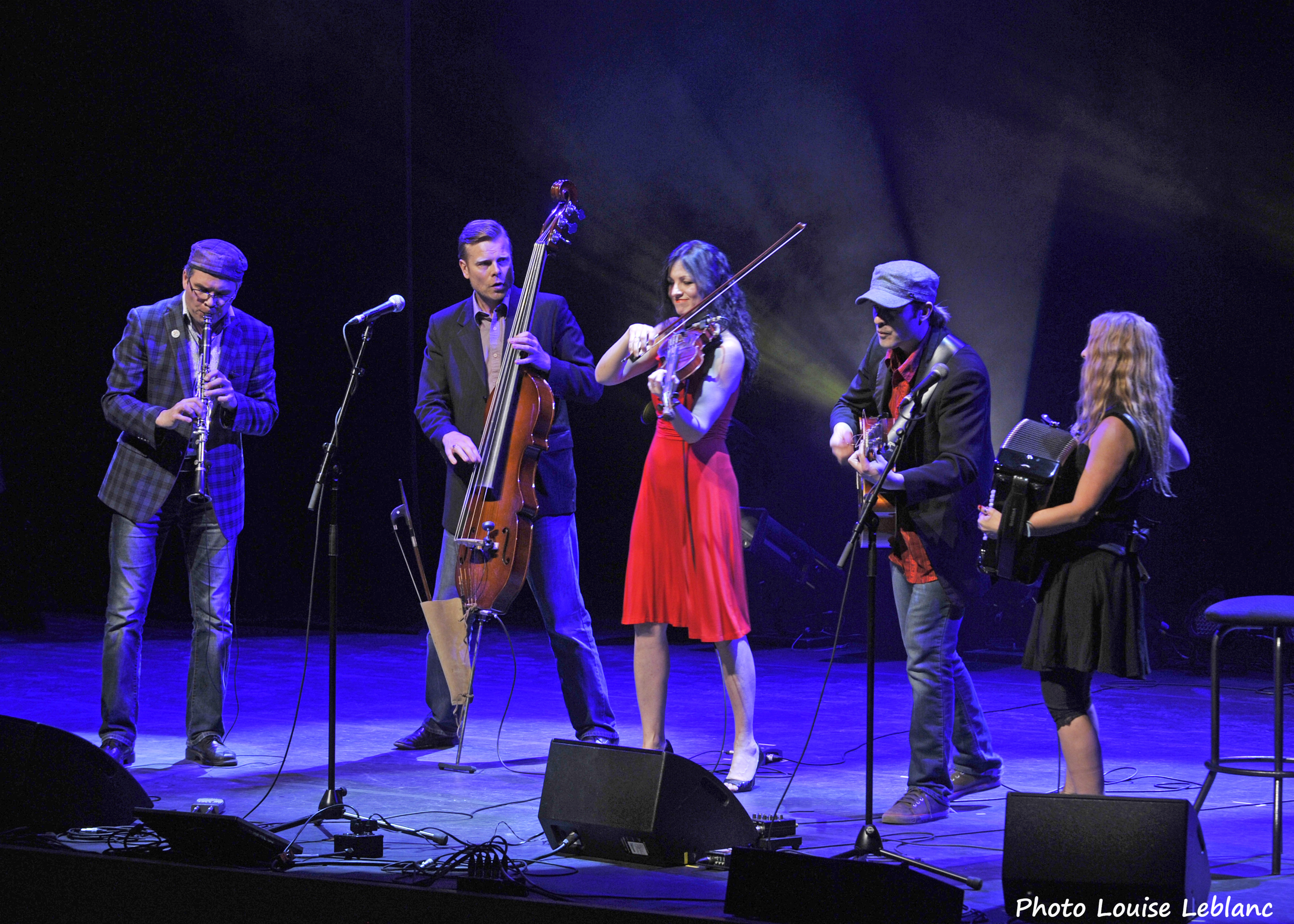
Клезтори на шоукейс-фестивале в г. Квебеке, Канада. 18 Февраля 2015

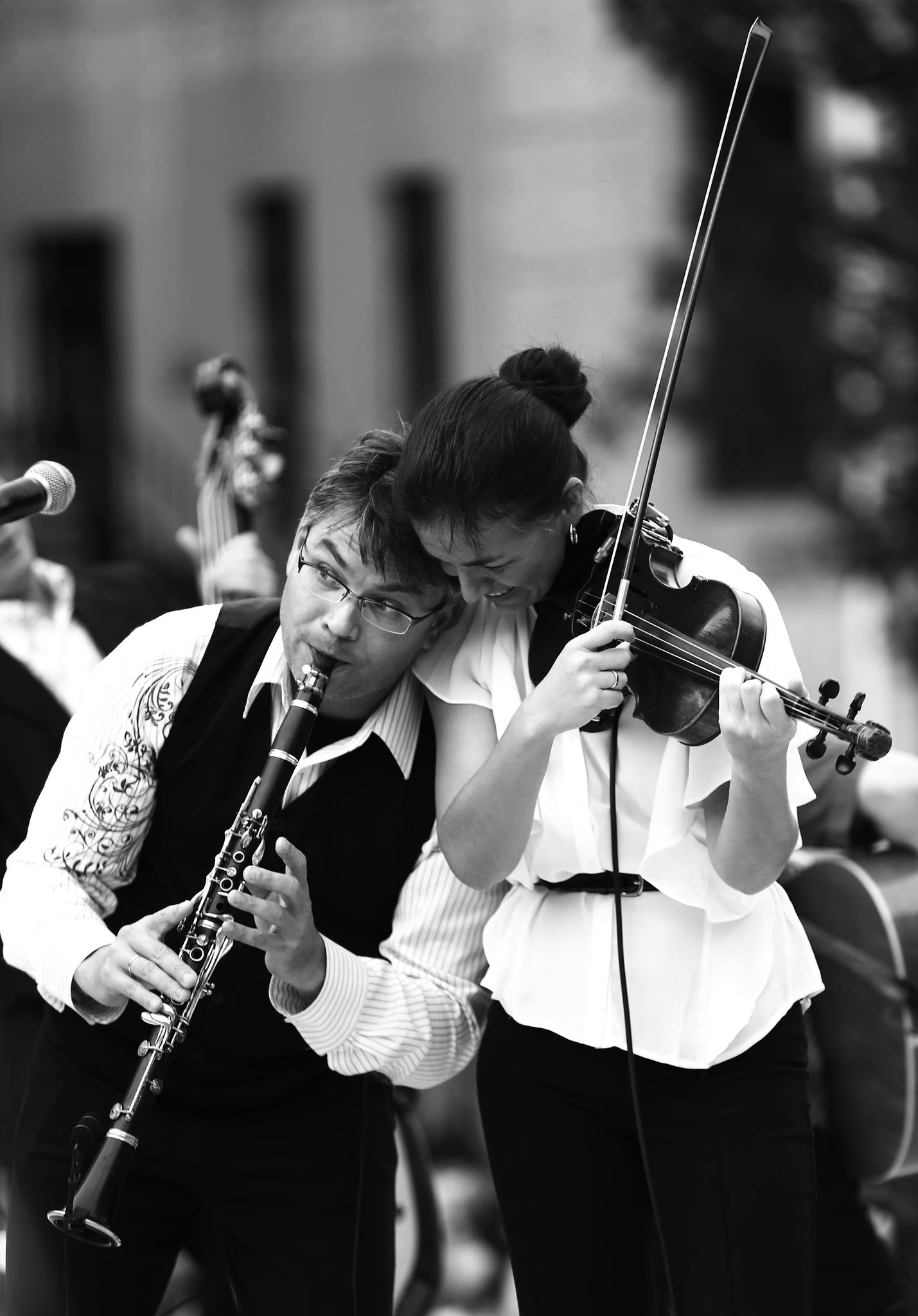
Айрат Ишмуратов во время выступления Клезтори в Шанхае, Китай, Август 2013

С 2000 года Айрат Ишмуратов — кларнетист, композитор и аранжировщик монреальской клезмер-группы «Клезтори» (Kleztory). В 2004 году «Клезтори» по приглашению Юлия Туровского записали на Chandos Records (Великобритания) альбом вместе с камерным оркестром I Musici de Montréal. В 2007 альбом Клезтори «Nomade» выиграл канадский приз «Опус» в номинации лучший альбом года. Альбом 2014 года «Arrival» вошёл в номинацию на премию ADISQ в категории «Лучший альбом года в традиционной музыке». В 2012 «Клезтори» выиграл Furth Klezmer Prize на 3-м международном фестивале и конкурсе еврейской музыки в Амстердаме и в качестве премии был приглашён в марте 2013 года с концертом на Фюртский клезмерский фестиваль. В 2018 году концерт «Клезтори» Mundial Tour выиграл приз «Опус» в категории «лучший концерт года в Квебеке» и в 2022 году альбом «Клезтори» Momentum выиграл приз «Опус» в категории «лучший альбом года в мировой музыке в Квебеке». Вместе с группой «Клезтори» Ишмуратов выступал в качестве солиста с многочисленными оркестрами, включая Монреальский симфонический оркестр, Симфонический оркестр города Квебека, Столичный оркестр Большого Монреаля, Камерный оркестр I Musici de Montréal, Les Violons du Roy и Брюссельский камерный оркестр, а также гастролировал в Канаде, США, Нидерландах, Франции, Германии, Австрии, Бельгии, Румынии, Бразилии, Мексике, Норвегии, Швейцарии, Венгрии, Коста-Рике и Китае.

## Композитор
Согласно словам Атеса Орга (Ateş Orga), Айрат Ишмуратов отличается своим стилем, в котором  переплетаются нити русского романтизма, татарского наследия, франко-канадского фольклора и еврейских клезмерских традиций. Его композиции отражают разнообразные влияния, ссылаясь на таких русских композиторов, как Шостакович и Прокофьев. Его произведения часто включают сочетание инструментов, объединяющее элементы классической, народной и мировой музыки. Это взаимодействие культурных влияний создает уникальное и мультикультурное звучание, выделяя Ишмуратова среди современных композиторов. Среди его сочинений - опера, симфония, восемь увертюр, симфонические поэмы, восемь концертов, концерты гросси, многочисленные произведения для камерных ансамблей, сольных инструментов, клезмерского ансамбля и сочинения, специально созданные для детей. В 2017 году Айрат Ишмуратов получил степень магистра музыки по композиции в Университете Монреаля.

### Музыкальный стиль
Музыку Ишмуратова принято классифицировать как неоромантическую. Фредерик Карден (Frédéric Cardin), рецензируя записи концертов Ишмуратова для фортепиано и альта с Лондонским симфоническим оркестром, назвал его «лидером современной неоромантической музыки в мире». В интервью для La Scena Musicale, где его назвали «романтиком XXI века», Ишмуратов упоминает, что отдаёт своё предпочтение композициям известных русских мастеров, таких как Чайковский, Рахманинов, Шостакович, Прокофьев, Мусоргский и Бородин. Выросший в России, он выражает свою глубокую связь с этим музыкальным наследием. Помимо этого, он восхищается немецкими композиторами, такими как Малер, Штраус и Вагнер, признавая, что их композиции особенно вдохновляют его творчество. Некоторые рецензенты отмечают, что музыка Ишмуратова является тональной и хорошо оркестрированной; её часто сравнивают с музыкой Хачатуряна, Калинникова, Рахманинова, и Прокофьева. В своём обзоре Кэтрин Купер (Katherine Cooper) из PrestoMusic отметила, что, если бы слушать произведения Ишмуратова без предварительного знания, то можно было бы предположить, что большая часть его оркестровой музыки была создана в первой половине двадцатого века. По мнению Янника Незе-Сеген, который неоднократно исполнял музыку композитора, Ишмуратов является коммуникатором в самом полном смысле этого слова. Незе-Сеген утверждает, что произведения композитора мгновенно вовлекают слушателя, отправляя его в путешествие по повествованию, пейзажам и эмоциям. Также существуют разнонаправленные мнения относительно музыкального языка композитора. Майкл Уилкинсон (Michael Wilkinson) из MusicWebInternational в своём обзоре охарактеризовал симфонию Ишмуратова как малоинтересную, выражая сложности в выделении в ней отличительного стиля. Дэвид Найс (David Nice) из BBC Classical Music отметил, что «Молодежная» увертюра Ишмуратова  имеет «жутко странную побочную тему и общую синтетическую мелодию». Между тем, Атес Орга (Ateş Orga) из Classical Source утверждает, что Ишмуратов обладает безупречным мастерством, чувством оркестровки и богатой тонально-ладовой мелодией. Майкл Чёрч (Michael Church) из BBC Classical Music отозвался о второй части Альтового концерта №1 Ишмуратова, описав её как «великолепную и очень выразительную музыку». Энциклопедия Британика утверждает, что эпоха музыкального романтизма характеризовалась акцентом на индивидуальность, личное эмоциональное выражение и свободу формы. Все эти элементы мы можем увидеть в музыке Ишмуратова сегодня, в 21 веке. В интервью с La Presse композитор высказывает оценку своёй музыки, отмечая:

...Моя музыка - возможно лучший способ выразить то, что я чувствую в своём сердце. Это эмоция, которую я преобразую в язык, доступный во всем мире...

### Оркестровка

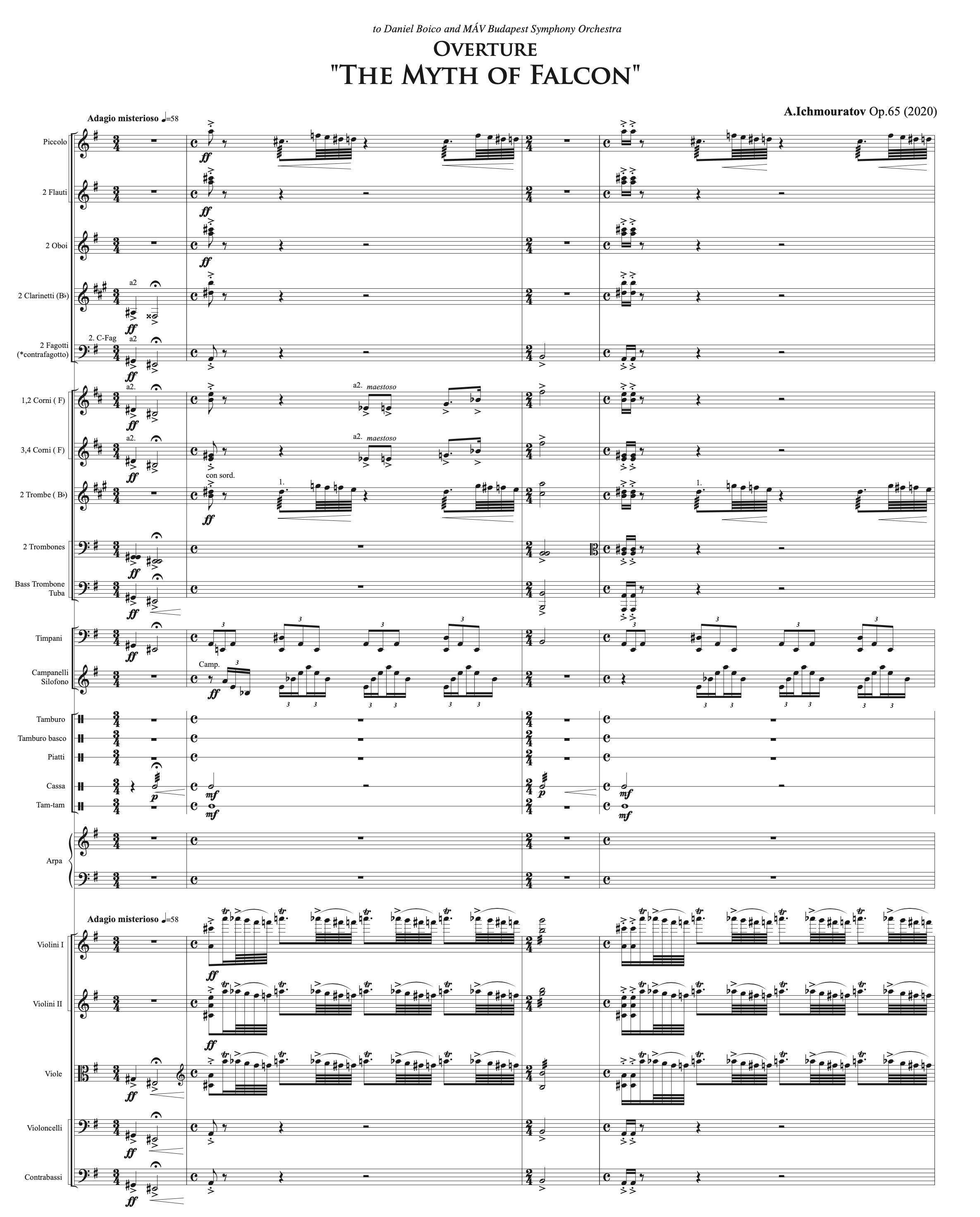
Айрат Ихмуратов, Увертюра «Миф о соколе», такты1–4, Первая страница дирижерской партитуры демонстрирует оркестровку для полноразмерного оркестра.

По многим мнениям, Айрат Ишмуратов признан компетентным оркестровщиком. Большинство его оркестровых композиций, включая оперы, симфонии, увертюры и концерты, написаны для полноразмерного оркестра, напоминающего конец 19-го - середину 20-го века, и часто включают в себя в среднем от 80 до 100 исполнителей. В своей дипломной работе в Монреальском университете, где он рассказывает о своей увертюре «Молодежная», композитор отмечает своё восхищение искусными оркестровками Чайковского, Шостаковича и Рахманинова:

... Оркестровка моей увертюры вдохновлена великими русскими композиторами: Чайковским, Рахманиновым и Шостаковичем. Меня всегда увлекали мастерство оркестровки этих композиторов. Я обратил внимание на идею Чайковского, который часто использует в кульминациях брассовые гармонические педали с короткими паузами между ними. Это придает большую ясность мелодии и гармоническим изменениям. Мне нравится, как Рахманинов использует всю секцию струн для исполнения мелодии унисоном, сопровождаемой деревянными и медными духовыми, поэтому я решил использовать подобный прием для побочной темы. Вступительная фанфара Шостаковича в его «Праздничной увертюре» послужила вдохновением для оркестровки открывающей и средней фанфар моей увертюры...

### Мотив «Судьбы»: восходящая большая септима во внешних нотах (A – C – G ♯)

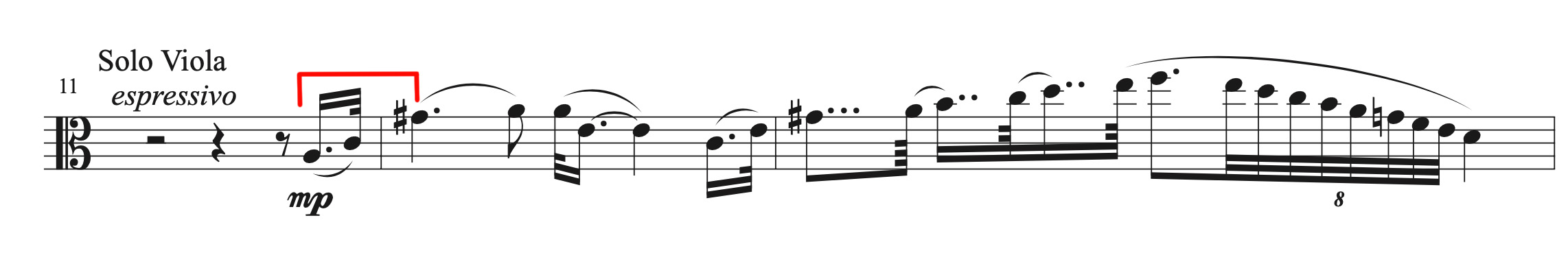
А.Ишмуратов, 3 Романса для Альта Соч.22, III ч. такты 11-13. Пример мотива «Судьбы»

В своём интервью с Китом Хорнером (Keith Horner), в ходе работы над своей первой записью тональной поэмы "Письмо Незнакомки" для лейбла Chandos, композитор упоминает о мотиве "Судьбы", характеризующемся восходящей большой септимой во внешних нотах (A - C - G ♯ ).  Этот мотив представляет собой повторяющуюся музыкальную фигуру, обладающую глубоким тематическим значением в творчестве композитора. Ставший своеобразной музыкальной подписью композитора, мотив возник из фразы в соло-партии английского рожка в начале третьей  части Четвёртой симфонии Д. Шостаковича. Ишмуратов внес небольшие изменения в этот мотив, заменив чистую кварту внутри большой септимы малой терцией, и впоследствии интегрировал его во многие свои произведения, включая такие как «3 Романса для Альта и Струнного Оркестра с Арфой » Соч. 22 (2009), Струнный Квартет № 4 Соч. 35. (2013), Концерт для виолончели № 2 Соч.57 (2018), Concerto Grosso N2 Соч.60 (2018), тональные поэмы для струнных, такие как «Письмо Незнакомки» Соч.56 (2017) и «Девятый Вал» Соч.61 (2019), Двойной концерт для скрипки и виолончели Соч.66 (2020), Концерт для флейты Соч.64 (2020) и Опера «Человек, который смеется» Соч.75 (2023). Этот мотив, часто ассоциируемый с темами судьбы и настойчивости, находит разнообразное выражение в музыке композитора: от острых моментов до сильных диссонансов. Постоянное присутствие этого мотива во многих композициях подчеркивает художественное исследование Ишмуратова и тематическую связность его творчества.

### Трибьют Квебеку
21 октября 2020 года Айрат Ишмуратов получил премию Чарльза Биддла. Премия Чарльза Биддла подчеркивает значительный вклад людей, иммигрировавших в провинцию Квебек, и чьи личные или профессиональные обязательства способствуют культурному и художественному развитию Квебека.
Некоторые сочинения Ишмуратова черпают вдохновение из истории и народных традиций провинции Квебек, где композитор проживает с 1998 года. Увертюра «Город-Космополит» Соч.29 была написана по заказу Янника Незе-Сегена, премьера которой состоялась под управлением композитора со Столичным оркестром Большого Монреаля 12 января 2012 года в городе Монреале. Увертюра представляет собой празднование разнообразия и космополитичности города Монреаля.  В музыке можно заметить элементы квебекского фольклора, а также фрагменты армянской, русской, еврейской и традиционной татарской мелодии - культурного наследия Ишмуратова. В 2020 году фрагмент из увертюры, вдохновленный квебекским фольклором, был представлен во время церемонии открытия "Национального дня Квебека", исполненный Янником Незе-Сегеном и Столичным оркестром Большого Монреаля. Так же в августе 2022 года тот же оркестр исполнил Увертюру «Город-Космополит» у подножья горы Мон-Руаяль в Монреале, собрав 50 000 зрителей.

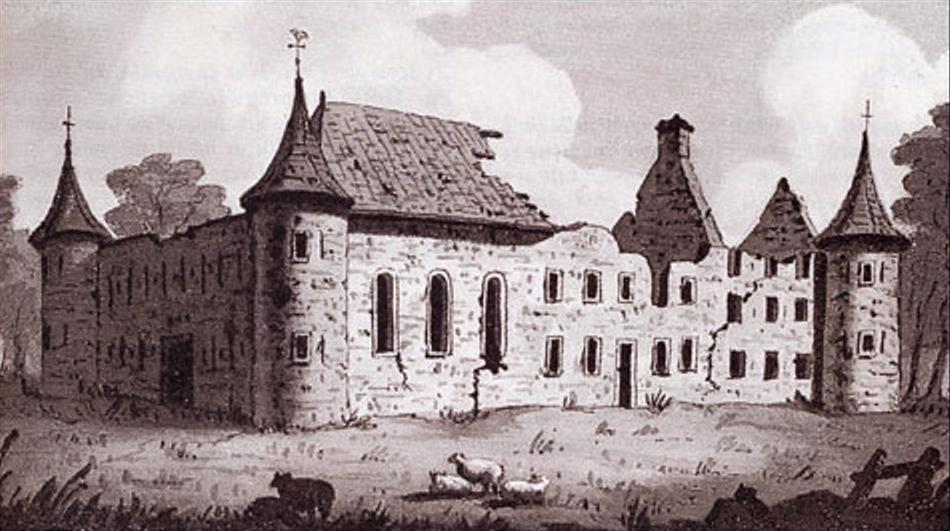
Руины крепости Лонгёй, вдохновившие Ишмуратова на создание Симфонии Ля минор «На руинах древней крепости». Картина Джона Пода Дрейка.

Симфония Ля минор «На руинах древней крепости» Соч.55 — ещё один пример трибьюта композитора культуре и истории Квебека. Вдохновленная историей города Лонгёй и образом Шарля ле Мойна, Барона де Лонгёй, симфония был заказана и исполнена франко-канадским дирижером Марком Давидом и симфоническим оркестром города Лонгёя. В своём произведении композитор стремился показать динамичность города Лонгёй, расположенного на южном берегу реки Святого Лаврентия, чья история уходит в момент своего зарождения как форпоста Новой Франции (где сохранились только фундаменты крепости Лонгей) и простирается до наших дней. Симфония Ля минор была записана и выпущена лейблом Chandos в августе 2019 года.

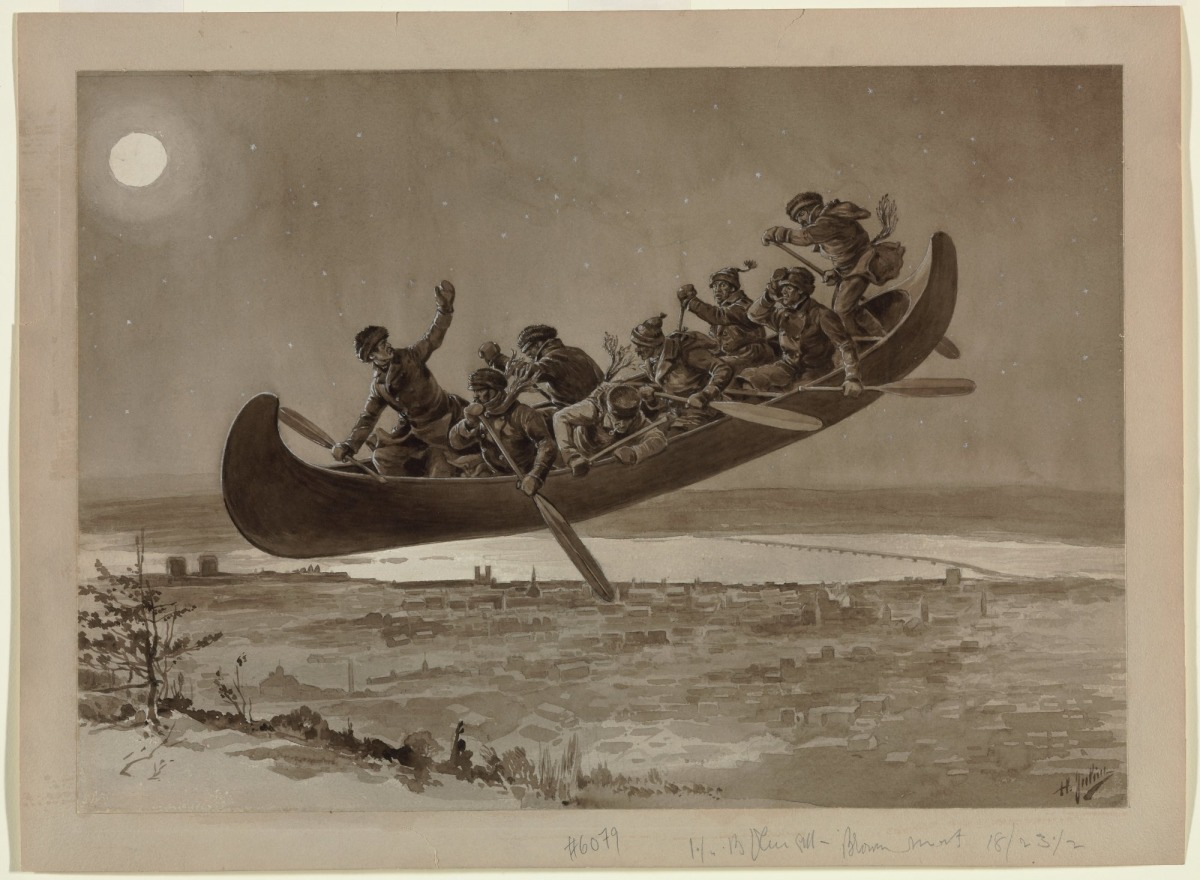
Картина Анри Жюльена La Chasse-galerie (1906, Национальный музей изящных искусств Квебека) по мотивам франко-канадской сказки, вдохновившая Увертюру "Заколдованное каноэ" Соч.70

В 2021 году Айрат Ишмуратов сочиняет увертюру «Заколдованная каноэ» Соч.70, вдохновленную франко-канадской сказкой "La Chasse-galerie", которая рисует образ лесорубов, работающих вдоль реки Гатино. В этой истории лесорубы заключают сделку с дьяволом, представляя одну из версий Дикой Охоты. Самая известная интерпретация этой сказки была написана Оноре Бограном (1848–1906). Эту сказку можно найти в книге французско-канадских сказок Эдварда К. Вудли под названием "Легенды французской Канады". Книга была изначально опубликована в 1931 году, а затем переиздана в 1938 году. Премьера увертюры состоялась в исполнении Симфонического оркестра Лонгёя в декабре 2021 года, а в августе 2023 года её дирижировали Ален Трудель и Оркестр Национальной академии Канады.
Пример вдохновения французской канадской традиционной народной темы Алуэтта можно наблюдать в увертюре Ишмуратова «Заколдованное каноэ», Соч.70
такты: 7–8

### Влияние клезмерских традиций

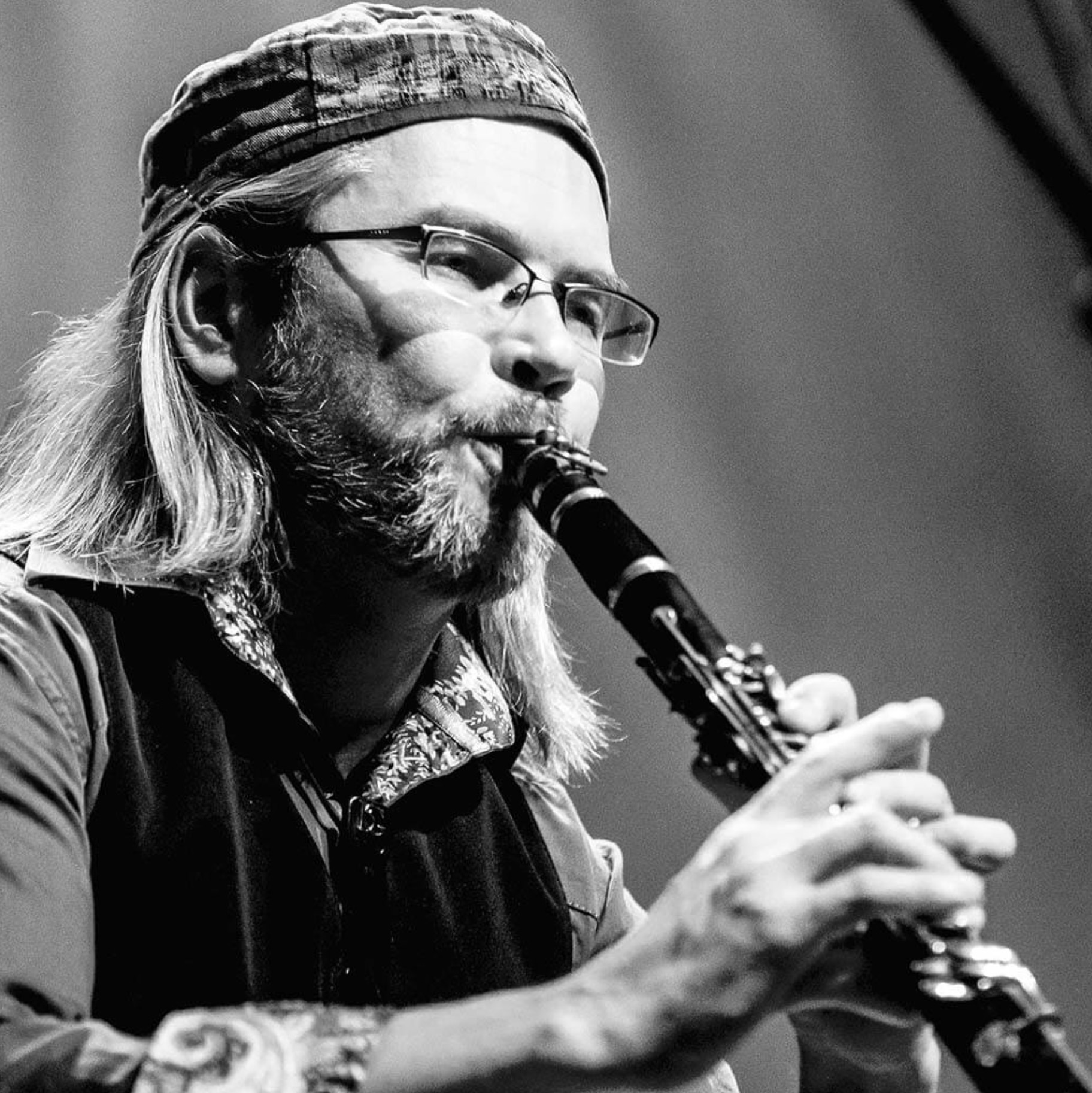
Айрат Ишмуратов, кларнетист и композитор клезмерского ансамбля «Клезтори», апрель 2017 г.

Клезмер — это инструментальная музыкальная традиция, зародившаяся среди  евреев-ашкенази Центральной и Восточной Европы. Основные компоненты этой традиции включают танцевальные, ритуальные мелодии и виртуозные импровизации. Обычно эти элементы исполняются на таких мероприятиях, как свадьбы, бар-мицвы и другие празднества. Обладая обширным исполнительским опытом в клезмерской музыке после более 23 лет работы кларнетистом, композитором, аранжировщиком в клезмерском ансамбле «Клезтори», Айрат Ишмуратов создал и записал совместно с группой «Клезтори» множество произведений в традиционном клезмерском стиле. Кроме того, композитор часто включал элементы клезмерского фольклора в свои классические композиции.
Впервые клезмерские влияния в классических композициях Ишмуратова стали заметны в 2006 году, когда Центральный оркестр вооруженных сил Канады заказал, исполнил и записал "Фантазию на клезмерские темы" Сочv.13 для кларнета и концертного духового оркестра. Затем, в 2007 году, мы можем увидеть клезмерскую тему во второй части «Фантастических танцев» для кларнета, виолончели и фортепиано со струнными и ударными Соч.15.
Клезмерская тема во второй части «Фантастических танцев» Ишмуратова Соч.15, партия фортепиано
такты: 177–184
Мировая премьера произведения "Фантастические танцы", заказанного и записанного Юлием Туровским с участием камерного оркестра I Musici de Montréal, состоялась в Поллак-холле города Монреаль 20 декабря 2007 года. Композиция вдохновлена сюрреалистическими картинами Наташи Туровской, дочери Юлия Туровского, и включает три части. Затем, в 2011 году, в творчестве Ишмуратова можно отчетливо выделить влияние клезмерских традиций, проявившееся в его Concerto Grosso No.1 Op.28 для кларнета, скрипки, альта, виолончели, фортепиано и струнного оркестра с ударными. Это произведение посвящено Юлию Туровскому, с которым композитор неоднократно сотрудничал. В 2004 году Туровский пригласил клезмерскую группу Ишмуратова, "Клезторы", для записи компакт-диска с участием камерного оркестра I Musici de Montreal (Chandos Records), что стало значимым этапом в карьере этой группы.
Ближе к завершению второй части, мелизматическая Дойна на кларнете приобретает характерный музыкальный отпечаток. Вступительная фраза этой Дойны занимает центральное место в структуре композиции, выступая ключевым музыкальным мотивом, который Ишмуратов развивает на протяжении всего концерта. Истоки дойны уходят корнями в румынские народные музыкальные традиции, однако в настоящее время эти элементы прочно укоренились в клезмерском стиле музыки.
А. Ишмуратов, Concerto Grosso No. 1, II часть. Партия кларнета, пример клезмерского влияния в музыке Ишмуратова, кларнетовая Дойна.
такты: 318–321
Один из наиболее заметных признаков влияния стиля клезмер можно обнаружить в композиции Ишмуратова "Один день почти ординарной жизни" (One day of an almost ordinary life) для кларнета и струнного квартета (струнного оркестра) Op.47, написанной в 2015 году. Это произведение было заказано, впервые исполнено и записано франко-канадским кларнетистом Андре Муазаном (Andre Moisan) и монреальским струнным квартетом Молинари. Композиция, написанная в традициях классических концертных произведений, в трех частях, связанных между собой, демонстрирует виртуозную партию кларнета, часть которой по желанию может быть исполнена на бас-кларнете. На протяжении всего произведения можно выделить различные элементы, заимствованные из традиционной клезмерской музыки, такие как "дойна" и "фрейлехс", один из самых популярных еврейских народных танцев, который характеризуется тактовым размером 2
4 и может исполняться как одним танцором, так и с участием любого количества участников. В качестве основной темы второй части Ишмуратов использовал традиционную клезмерскую мелодию - "Di Sapozhkelekh".

### Влияние мировых культур

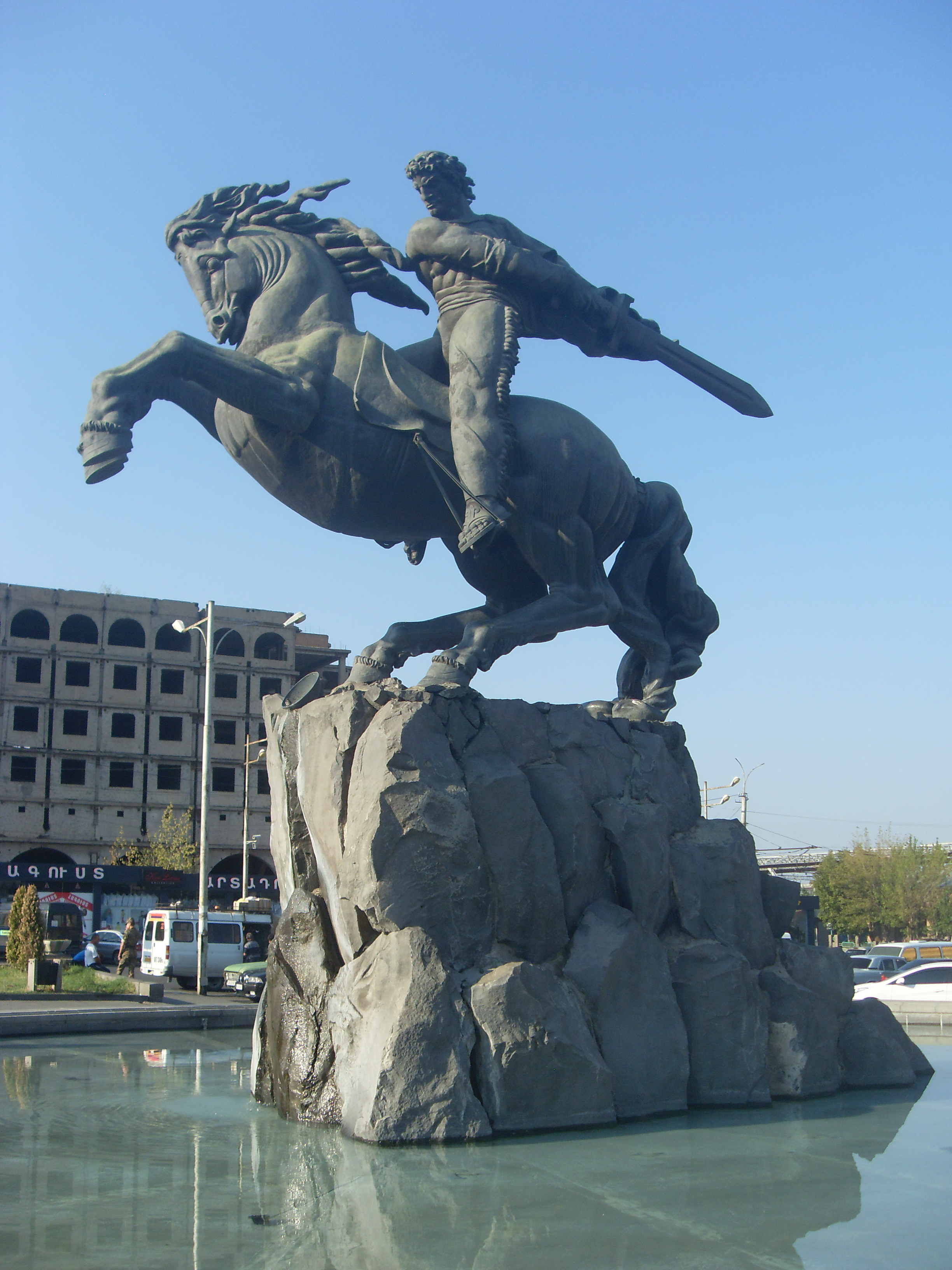
Памятник Давиду Сасунскому в Ереване, главному герою армянского национального эпоса вдохновившего Ишмуратова на создание одноимённой симфонической фантазии

Помимо вдохновения традиционной клезмерской музыкой и народными темами Квебека, Ишмуратов часто обращается к фольклору различных мировых культур, в том числе венгерской - Увертюра «Миф о соколе», Соч.65 (2020), армянской - «Давид Сассунский» - Симфоническая фантазия. по мотивам армянского эпоса Соч.11 (2006), русской - Увертюра «Петр Великий» Соч.62 (2019), Увертюра «Коляда» Соч.67 (2020), Увертюра «Масленица» Соч.36 (2013), детская музыкальная сказка «Шабарша» для чечеточника и струнного оркестра Соч.39 (2013), 3 Поэмы на стихотворения А. Пушкина Соч.34 для сопрано и камерного оркестра (2012), японской - Трио для арфы, альта и флейты «Сон Фуджина» Соч.58 (2018), хорватской и сербской - Трио для Кларнета, скрипки и аккордеона «Сказки о Динаридах» Соч.48 (2016).
Пример вдохновения венгерской традиционной народной темой «Marosszéki kerek erdő» в увертюре Ишмуратова «Миф о соколе», Соч.65
такты: 31–34

### Критическая оценка
Общий прием произведений Ишмуратова в целом является положительным. Тем не менее, некоторые из его композиций вызвали разноречивые реакции в отзывах: от восхищенных до критических замечаний, указывающих на моменты, которые воспринимаются как скучные и лишенные оригинальности. Дэвид Найс (David Nice) из журнала BBC Music Magazine написал: "Мне пришлось заставить себя дослушать до окончания Симфонию Ля минор, которую можно назвать симфонической поэмой в четырех очень традиционных частях". Гай Рикардс (Guy Rickards) из Gramophone отметил: "Симфония красочная и образная... Привлекательная, если не великолепная музыка". Майкл Чёрч (Michael Church) из BBC Music Magazine написал о Концерте №1 для альта Ишмуратова: "Его медленная часть великолепна". Грегор Тэсси (Gregor Tassie) из MusicWeb International отозвался о том же концерте: "Вступление альта - завораживающе красивaя темa". Фредерик Карден (Frédéric Cardin) из Panm360 написал: "...музыка богата нежными гармониями и оркестровым муаром".
Произведения Айрата Ишмуратова исполнялась во многих странах мира многочисленными музыкантами, ансамблями и оркестрами, включая такие имена как Янник Незе-Сеген, Максим Венгеров, Лондонский симфонический оркестр, Евгений Бушков и Государственный камерный оркестр «Виртуозы Москвы, Александр Гилман и LGT Young Soloists, Роберт Ланжеве, Jonathan Crow, Andrew Wan,  Alexis Hauser,  Alain Trudel, Andre Moisan, Max Pollak, Stephane Tetreault, Sasha Mirkovic & ensemble Metamorphosis (Сербия), Квебекский симфонический оркестр, Столичный оркестр Большого Монреаля, Тайпейский Симфонический Оркестр, Agnieszka Duczmal и Камерный оркестр Польского радио, камерный оркестр Les Violons du Roy, Longueuil Symphony Orchestra, New Orford String Quartet, Юлий Туровский & I Musici de Montreal, Государственный симфонический оркестр Республики Татарстан, Казанский камерный оркестр La Primavera, Alcan Quartet, Molinari Quartet, Sinfonia Toronto в таких концертных залах, как Вена Музикферайн, Концертхаус Берлина, Эльбская филармония, Тонхалле Цюрих, Сиднейский оперный театр, Монреальский симфонический дом и других.
В 2012 году Ишмуратов был выбран композитором в резиденции фестиваля Concerts aux îles du Bic (Канада), в 2013 композитором в резиденции в Орфордском Центре Искусств (Канада) и в 2015 композитором в резиденции 17ого Классического Фестиваля музыки в Лаврентидах (Канада) С 2010 Ишмуратов является ассоциированным композитором Канадского Музыкального центра.

## Дискография
- Клезмерская музыка / Клезтори (2002)
- Барбер, Копланд, Бриттен, Брух / Казанский камерный оркестр La Primavera, Ak Bars (2002)[141]
- Клезмер / Клезтори, Юлий Туровский & I Musici de Montreal Chamber Orchestra, Chandos Records (2004)
- Номад / Клезтори, приз «Опус» 2007, Amerix (2007)[142]
- Шостакович, Вайнберг, Ишмуратов / I Musici de Montreal Chamber Orchestra, Analekta (2008)[143]
- Symphonique / Le Vent du Nord и Квебекский Симфонический оркестр, CBC (2010)[144]
- Carte Postale / Alcan Quartet, ATMA Classique (2011)[145]
- Бетховен, Скрипичный концерт (клезмер каденции Ишмуратова), Симфония No. 7, Alexandre Da Costa, Тайпейский Симфонический Оркестр, Warner Classics (2013)[146]
- Arrival / Клезтори, Amerix (2014)
- Tales from the Dinarides, Michael Bridge, Guillaume Tardif, Kornel Wolak, Wirth Institute (2017)
- Klezmer Dreams, Andre Moisan, Jean Saulnier and Molinari Quartet,ATMA Classique (2017)[147]
- Nigun, Клезтори, Amerix (2017)[148]
- Melodies of Nations, Romic – Moynihan Duo, Hedone Records (2017)
- Поэма для струнных 'Письмо Незнакомки', 3 Романса для Альта, Concerto Grosso No. 1 – Государственный камерный оркестр Республики Беларусь, дирижер Евгений Бушков – Chandos (2019)[149]
- Увертюра 'Молодёжная', Увертюра 'Масленица', Симфония, Соч.55 'На руинах древней крепости' – Orchestre de la Francophonie, Jean-Philippe Tremblay – Chandos (2020)[150]
- Momentum, Клезтори - Chandos (2020)[151]
- Джулия МакЛейн, Прелюдии - Аналекта (2022)[152]
- Ишмуратов: Концерт № 1 для альта / Фортепианный концерт - Лондонский симфонический оркестр, дирижер Айрат Ишмуратов - Шандос (2023)[153]
- Место встречи, Клезтори - Америкс (2023)[154]
- Destins Tragiques, I Musici de Montreal, Альт Эльвирa Мисбаховa - ATMA Classique (2023)[155]

## Произведения

### Опера
- Опера «Человек который смеется» Соч.75 по мотивам романа Виктора Гюго (2023)

### Оркестровые сочинения
- Симфония, Соч. 55 «На руинах древней крепости» (2017)
- Симфоническая Фантазия «Давид Сасунский» на темы Армянского эпоса Соч. 11 (2006)
- Увертюра «Halloweenesque» Соч. 21 (2009)
- Увертюра «Город Космополит» Соч. 29 (2012)
- Увертюра «Масленица» Соч. 36 (2013)
- Увертюра «Молодёжь» Соч. 50 (2016)
- Увертюра «Петр Великий» Соч. 62 (2019)
- Увертюра «Миф о Соколе» Соч. 65 (2020)
- Увертюра «Коляда» Соч. 67 (2020)
- Увертюра «Заколдованное каноэ» Соч. 70 (2021)

### Произведения для солирующего инструмента и оркестра
- Концерт No1 для Альта с Оркестром Соч. 7 (2004)
- Концерт No2 для Альта и Струнного Оркестра с Клавесином «Rennsteig» (в стиле барокко) Соч. 41 (2015)
- Концерт No1 для Виолончели и Струнного Оркестра с ударными Соч. 18 (2009)
- Концерт No2 для Виолончели и Оркестра Соч. 57 (2018)
- Концерт для Фортепиано с Оркестром Соч. 40 (2014)
- Концерт для Гобоя и Струнного Оркестра с ударными Соч. 6 (2004)
- Концерт для Флейты с Оркестром Соч. 64 (2020)
- Концерт для Скрипки и Виолончели и Струнного Оркестра с Фортепиано и ударными Соч. 66 (2021)
- Кончерто Гроссо No1 для Кларнета, Скрипки, Альта, Виолончели, Фортепиано и Струнного Оркестра с ударными Соч. 28 (2011)
- Кончерто Гроссо No2 для Скрипки, Флейты (блокфлейты), Арфы и Струнного Оркестра Соч. 60 (2018)
- Кончерто Гроссо No3 «Лихтенште́йн» для 2 Скрипок, Альта, Виолончели  и Струнного Оркестра Соч. 68 (2021)
- Фантазия для Альта с Оркестром на темы оперы Шостаковича «Леди Макбет Мценского Уезда» Соч. 12 (2006)
- 3 Романса для Альта и Струнного Оркестра с Арфой Соч. 22 (2009)
- Capriccio Rustico для Виолончели с Оркестром Соч. 26 (2010)
- The Ride of Cello Vello Buffon для Виолончели с Оркестром Соч. 27 (2010)
- «Фантастические Танцы» для Кларнета, Виолончели, Фортепиано и Струнного Оркестра с ударными Соч. 15 (2007)
- «Заключительная процессия» для Кларнета, Виолончели, Фортепиано и Струнного Оркестра с ударными Соч. 37 (2013)
- «Прибытие в Город» для Кларнета, Виолончели, Фортепиано и Струнного Оркестра с ударными Соч. 38 (2013)
- «Шабарша» для степ танцовщика и Струнного Оркестра Соч. 39 (2013)
- «Эллегия» для Скрипки и Струнного Оркестра Соч. 32 (2012)
- Adagio and Allegro con brio для Скрипки и Струнного Оркестра Соч. 43 (2015)
- «Ловец Ветра» для Кларнета и Струнного Оркестра Соч. 17 (2008)
- Фантазаия на Клезмерские Темы No.1 для Кларнета и Духового Оркестра Соч. 13 (2006)
- «Сарасатиана» для 5 Скрипок и Струнного Оркестра Соч. 20 (2009)

### Камерная музыка
- Трио «Сказки Динарид» для Кларнета, Скрипки и Аккордеона Соч. 48 (2016)
- Трио для Кларнета, Альта и Фортепиано Соч. 61 (2019)
- Трио для Флейты, Альта и Арфы "Сон Фуджина" Соч. 58 (2018)
- Струнный Квартет No. 1 Соч. 1 (2003)
- Струнный Квартет No.2 Соч. 5 / Камерная Симфония N2 для Струнного Оркестра Op. 5A (2009)
- Струнный Квартет No. 3 Соч. 25 / Камерная Симфония N3 для Струнного Оркестра Op. 25A (2010)
- Струнный Квартет N4 Соч. 35 / Камерная Симфония N4 для Струнного Оркестра Op. 35A (2013)
- Струнный Октет Соч. 56 «Письмо Незнакомки» по новелле Стефана Цвейга / Поэма для Струнного Оркестра «Письмо Незнакомки» Op. 56A (2017)
- 12 Прелюдий для духового Квинтета Соч. 8 (2005)
- Духовой Квинтет Соч. 63 (2019)
- 2 Пьесы для Кларнета и Фортепиано Соч. 9 (2005)
- 2 Пьесы для Альта и Фортепиано Соч. 10 (2005)
- Фантазия на Клезмерские темы No. 2 Соч. 16 для Кларнета, Фортепиано и Струнного Квартета (2008)
- «Largo for Sanja» для Гобоя и Фортепиано Соч. 46 (2015)
- «Один день из почти ординарной жизни» для Кларнета и Струнного Квартета Соч. 47 /Кларнета и Струнного Оркестра Op. 47A (2015)

### Вокально-инструментальная музыка
- 3 Поемы на стихи Александра Пушкина для Сопрано и Камерного Оркестра Соч. 34 (2012)
- Ноктюрн для Сопрано, Виолончели и Фортепиано, Соч. 71 (2023)

### Произведения для хора
- «Lux Aeterna» для Хора, Альта, Виолончели и Арфы. Соч. 76 (2023)

### Музыка для детей
- «Вариации на детскую тему» для Струнного Оркестра с Арфой Соч. 23 (2010)
- «Шляпа Волшебника», музыкальная сказка по мотивам книги Туве Янссон Соч. 24 (2010)
- Камерная сюита из «Шляпы Волшебника» Соч. 24 A (2010)
- «Шубуршунчики» Соч. 19 (2010)
- музыкальная сказка «Шабарша» для Чтеца, Степ Танцовщика и Струнного Оркестра Соч. 39 (2013)
- музыкальная сказка «Когда суша станет водой» для кукольного театра и камерного оркестра, по книге Ниты Премшанд
- «Жираф» для Струнного Оркестра  Соч. 48 (2016)
- «Арес, Бог Войны» для детского оркестра Соч. 59 (2019)

### Скрипка соло
- Клезмерские Каденции для Скрипичного Концерта Бетховена Соч. 33 (2012)

### Виолончель соло
- Прелюдия Соль Мажор для Виолончели соло, Соч. 69 (2021)

### Фортепиано соло
- 5 прелюдий для Фортепиано Соч. 44 (2015)

### Клезмер
- Jew in Rio для клезмер группы Соч. 2 (2000)
- Болеро для клезмер группы Соч. 3 (2000)
- Песнь Мертвого Моря для клезмер группы Соч. 4 (2006)
- Clarinet Doina для кларнета, клезмер группы и Оркестра Соч. 30 (2012)
- Gut Yontev для клезмер группы и Оркестра Соч. 31 (2012)
- My Mother's Nigun Соч. 45 для клезмер группы (2015)
- Little Khosidl Соч. 46 для клезмер группы (2016)
- Hora in G for Соч. 49 для клезмер группы (2016)
- Churchill street Hora Соч. 51 для клезмер группы (2016)
- Freilakh для клезмер группы Соч. 52 (2016)
- Soulmate Соч. 53 для клезмер группы (2016)
- Allouise Соч. 54 для клезмер группы (2022)
- The Wonderer Соч. 71 для клезмер группы (2022)
- Meeting Point Соч.72 для клезмер группы (2022)